# Константин Жостов
Константин Жостов (болг. Константин Андонов Жостов); нар. 30 вересня 1867, Гайтаниново — пом. 30 листопада 1916, Кюстендил) — болгарський військовий діяч, генерал-майор. Військовий аташе в Австро-Угорщині, Франції та Російській імперії. Начальник Генерального штабу болгарської армії під час Першої світової війни.

## Біографія
Народився 30 вересня 1867 в селі Гайтаниново на півдні Болгарії. 1885 як доброволець бере участь в Сербсько-болгарській війні, 1887 закінчив Військове училище в Софії. Службу проходив в артилерійських підрозділах болгарської армії. 1897 закінчив Військове артилерійське училище у Відні. З 1901 — військовий аташе в Австро-Угорщині, потім призначений військовим аташе в Російській імперії.
Під час Першої Балканської війни начальник штабу 3-ї армії. Був військовим радником болгарської делегації на мирних переговорах в Лондоні після війни. Також брав участь у Другій Балканській війні. У квітні 1915 призначений командувачем 7-ї піхотної дивізії.
З вступом Болгарії в Першу світову війну був призначений начальником генштабу болгарської армії. Прагнув вести незалежну політику в військових питаннях, що часто призводило до конфліктів з німецьким командуванням.
Помер в серпні 1916, коли болгарська армія проводила великий наступ на Салонікському фронті. Прийнято вважати, що останніми словами Жостова були: «Пал чи Чеган?»

## Нагороди
- Орден «За хоробрість» II і III ступеня
- Орден «Святий Олександр» II і III ступеня
- Орден «За військові заслуги» IV і V ступеня
- Орден «За заслуги»
- Османський золотий орден «Ліякат»